# Lise Svanholm
Lise Posselt Svanholm, f. Andersen (8. september 1932), er en dansk kunsthistoriker og forfatter med speciale i Skagensmalerne og portrætkunst. Hun har udgivet talrige bøger og kurateret udstillinger om disse emner, og er en af Danmarks mest produktive kunstforskere.

## Privatliv
Lise Posselt Andersen fødtes i København, datter af overlæge Kjeld Andersen og hustru Ebba, f. Kielberg. Klassisksproglig student fra Aalborg Katedralskole, 1951; HH fra Niels Brock, 1952; Vinuddannet hos Lorenz Petersen, Bordeaux, Frankrig, og Alger, Algieriet, 1954-55; Mag. art. i kunsthistorie 1987 fra Københavns Universitet. Gift 1957 med advokat Poul Johan Svanholm. Mor til advokat Poul Michael Svanholm og litteraturhistoriker Louise Svanholm.